# Dan Scurtu
Dan Scurtu (n. 1913 – d. 1985) a fost un pilot român de aviație, as al Aviației Române din cel de-al Doilea Război Mondial.
A absolvit Școala militară de ofițeri de aviație în 1933 și a fost înaintat la gradul de locotenent aviator pe 6 iunie 1937.
Locotenentul av. Dan Scurtu a fost decorat cu Ordinul „Virtutea Aeronautică” de Război cu spade, clasa Crucea de Aur (19 septembrie 1941) „pentru curajul arătat în lupta aeriană dela Tighina, unde a doborât un avion sovietic” și clasa Crucea de Aur cu prima și a doua baretă și clasa Cavaler (toate trei la 16 februarie 1944) „pentru curajul și destoinicia dovedită ca comandant de escadrilă, în campania contra bolșevismului, doborând 2 avioane inamice, în lupte aeriene, iar alte 2 la sol”.
A fost înălțat la gradul de căpitan aviator pe data de 24 ianuarie 1942.

## Decorații
- Ordinul „Virtutea Aeronautică” de război cu spade, clasa Crucea de aur (19 septembrie 1941)[3]
- Ordinul „Virtutea Aeronautică” cu spade, clasa Crucea de Aur cu o baretă (16 februarie 1944)[4]
- Ordinul „Virtutea Aeronautică” cu spade, clasa Crucea de Aur cu 2 barete (16 februarie 1944)[4]
- Ordinul „Virtutea Aeronautică” cu spade, clasa Cavaler (16 februarie 1944)[4]